# علاج بالموجات التصادمية من خارج الجسم
علاج بالموجات التصادمية من خارج الجسم (بالإنجليزية: Extracorporeal shockwave therapy)‏ ويُعرف اختصارًا ESWT، هو أسلوبٌ علاجي يُستعمل عادةً في تفتيت الحصيات، وفي العلاج الفيزيائي وجراحة العظام.